# Lobanjska baza
Lobanjska baza ali lobanjsko dno (lat. basis cranii) je spodnji del možganske lobanje, na katerem ležijo možgani. V lobanjski bazi so številne odprtine, skozi katere vodijo možganski živci in žile.

## Kosti
Lobanjsko dno sestavljajo naslednje kosti:
- sitka
- zagozdnica
- zatilnica
- čelnica
- temenica
- petrozni del senčnice